# Севидов, Анатолий Владимирович
Анатолий Владимирович Севидов (3 июля 1947 — 7 июня 1997) — советский хоккеист, нападающий, двукратный чемпион СССР, мастер спорта СССР международного класса.

## Биография
Анатолий Севидов начинал играть в хоккей в 1960 году в детской команде московского клуба «Спартак», а с 1966 года он выступал за команду мастеров «Спартак» (Москва). За время выступлений за команду «Спартак» (1966—1971) Анатолий Севидов забросил 37 шайб в 135 матчах. За это время в составе своей команды он два раза (в 1967 и 1969 годах) становился чемпионом СССР и два раза — серебряным призёром чемпионата СССР. Его партнёрами по тройке нападения в «Спартаке» были Валерий Фоменков и Геннадий Крылов.
В 1971—1978 годах Анатолий Севидов выступал за команду «Динамо» (Москва), забросив 28 шайб в 164 матчах чемпионата СССР. За это время в составе своей команды он три раза становился серебряным призёром и два раза — бронзовым призёром чемпионата СССР. Его партнёрами по тройке нападения в «Динамо» были Юрий Чичурин и Алексей Фроликов.
В разные годы принимал участие в матчах юношеской и молодёжной сборных СССР, а также выступал за вторую сборную СССР по хоккею.
Анатолий Севидов скончался 7 июня 1997 года.

## Достижения
- Чемпион СССР по хоккею — 1967, 1969[3][4].
- Серебряный призёр чемпионата СССР — 1968, 1970, 1972, 1977, 1978[2][4].
- Бронзовый призёр чемпионата СССР — 1974, 1976[2].
- Обладатель Кубка СССР — 1970, 1971, 1972, 1976[3].
- Финалист Кубка СССР — 1974[3].
- Обладатель Кубка Торонто — 1972[2].
- Обладатель Кубка Ахерна — 1975, 1976[2].